# مارکوس وینکلهک
مارکوس وینکلهک (انگلیسی: Markus Winkelhock؛ زادهٔ ۱۳ ژوئن ۱۹۸۰) یک اتوموبیل‌ران فرمول ۱ اهل آلمان است.